# 瓦伊納普蒂納火山
16°36′56″S 70°50′59″W / 16.61556°S 70.84972°W
瓦伊納普蒂納火山（西班牙語：Huaynaputina，源自奇楚瓦語：Waynaputina，意思是＂年輕的火山＂)　是一座位於秘魯南部莫克瓜大區的複式火山，距離第二大城市阿雷基帕80公里，屬於安第斯山脈的一部分，海拔高度4,850米。
西元1600年2月19日發生了火山爆發指數達6級的災難性火山爆發，是南美洲有史以來最大的火山爆發，火山活動持續到了同年3月，最後一次噴發是3月5日。爆發後1個小時，火山灰開始從天而降，覆蓋了周邊10多個城市，24小時內阿雷基帕的火山灰已達25公分高。瓦伊納普蒂納火山爆發時，噴出了約30立方公里碎屑，火山碎屑流往東和東南流了13公里，火山泥流則一路流到了約120公里遠的太平洋海岸，沿路毀滅多個村落。火山灰伴隨著地震對阿雷基帕和莫克瓜造成極大損害，250-500公里遠的北智利和西玻利維亞都有遭受火山灰的影響。據統計，超過1500人直接死於火山爆發，10個村落被掩埋。周邊的農業經濟耗費150年才全部恢復；因火山爆發而導致間接死亡的人數約2百萬人 (俄羅斯大饑荒)。
此次的火山爆發造成了全球性的影響：1601年的冬天是6個世紀以來最冷的冬天，並導致了俄羅斯1601-1603的3年大饑荒，估計約有三分之一的俄羅斯人口死亡、1601-1602年瑞士和當時被瑞典統治的愛沙尼亞和拉脫維亞都迎來了極度寒冷的冬天、德國和殖民時期的祕魯的釀酒業崩潰、日本的諏訪湖發生了500年以來最早的結冰、中國歷史上則有桃花晚開的紀錄。

## 外部連結
- Science News on tie to Russian famine（页面存档备份，存于）
- The 1600 eruption of Huaynaputina in Peru caused global disruption